# Валово (Костромская область)
Валово — упразднённая деревня в Ореховском сельском поселении Галичского района Костромской области России. Исключена из учётных данных в 2024 году.

## География
Деревня расположена на берегу ручья Котелок или речки Тросновке.

## История
Согласно Спискам населенных мест Российской империи в 1872 году деревня относилась к 1 стану Галичского уезда Костромской губернии, причём, вместе с деревнями Тросново, Малое Митино, Парфёново, Павлово, сельцами Бизяево и Новинское имела общее название Углец. В деревне Валово числилось 13 дворов, проживало 38 мужчин и 34 женщины.
Согласно переписи населения 1897 года в деревне проживало 95 человек (41 мужчина и 54 женщины).
Согласно Списку населенных мест Костромской губернии в 1907 году деревня относилась к Котельской волости Галичского уезда Костромской губернии. По сведениям волостного правления за 1907 год в ней числилось 23 крестьянских двора и 130 жителей. Основными занятиями жителей деревни, помимо земледелия, были плотницкий промысел и сельскохозяйственные работы.
До муниципальной реформы 2010 года деревня также входила в состав Ореховского сельского поселения.

## Население
| 2008 | 2010 | 2012 | 2014 |
| ---- | ---- | ---- | ---- |
| 0    | →0   | →0   | →0   |